# Redbad Klijnstra-Komarnicki
Redbad Klijnstra-Komarnicki est un acteur de théâtre, de cinéma et de télévision polonais, né le 29 novembre 1969 à Amsterdam.

## Filmographie
au cinéma
- 1998 : Hölderlin, le cavalier de feu : Georg Hammelmann
- 2002 : La Dernière Fête de Jedermann
- 2008 : Quatre nuits avec Anna
- 2012 : De verbouwing
- 2016 : Smolensk
- 2016 : Music, War and Love : Horst

à la télévision
- depuis 2015 : Ojciec Mateusz : Aleksander Morus
- 2016 : Strazacy : Aleksander Szajna
- 2016 : Druga szansa : Coach Andrzej